# Biosteres incertus
Biosteres incertus är en stekelart som först beskrevs av Fischer 1965.  Biosteres incertus ingår i släktet Biosteres och familjen bracksteklar. Inga underarter finns listade.